# Tour de Catalogne 2000
Le Tour de Catalogne 2000 est la 80e édition du Tour de Catalogne, une course cycliste par étapes en Espagne. L’épreuve se déroule sur 8 étapes du 15 au 22 juin 2000 sur un total de 983,6 km. Le vainqueur final est l'Espagnol José María Jiménez de l’équipe Banesto, devant Óscar Sevilla et Leonardo Piepoli.

## Étapes
| Étape | Date    | Parcours                                                  | km    | Vainqueur d’étape        | Leader du classement général |
| ----- | ------- | --------------------------------------------------------- | ----- | ------------------------ | ---------------------------- |
| 1     | 15 juin | Le Pineda – Vila-seca (clm/éq)                            | 21,8  | ONCE-Deutsche Bank (ESP) | David Cañada (ESP)           |
| 2     | 16 juin | Vila-seca – Vilanova i la Geltrú                          | 160,0 | Erik Zabel (GER)         | Marcos Serrano (ESP)         |
| 3     | 17 juin | Vilanova i la Geltrú – Badalone                           | 154,0 | Erik Zabel (GER)         | Marcos Serrano (ESP)         |
| 4     | 18 juin | Badalone - Barcelone                                      | 158,0 | Gabriele Missaglia (ITA) | David Cañada (ESP)           |
| 5     | 19 juin | Argentona – Roses                                         | 159,0 | Giovanni Lombardi (ITA)  | David Cañada (ESP)           |
| 6     | 20 juin | Roses – Prades (France)                                   | 164,0 | Giovanni Lombardi (ITA)  | Pavel Tonkov (RUS)           |
| 7     | 21 juin | Prades (France) – Els Cortals d'Encamps (AND)             | 154,0 | José María Jiménez (ESP) | José María Jiménez (ESP)     |
| 8     | 22 juin | Sant Julià de Lòria (AND) – Alt de la Rabassa (AND) (clm) | 12,8  | José María Jiménez (ESP) | José María Jiménez (ESP)     |

### 1reétape
15-06-2000: Le Pineda – Vila-seca, 21,8 km (clm/éq):
|   | Équipe             | Pays    | Temps           |
| - | ------------------ | ------- | --------------- |
| 1 | ONCE-Deutsche Bank | Espagne | 1 h 19 min 06 s |
| 2 | Vitalicio Seguros  | Espagne | + 6 s           |
| 3 | Mapei-Quick Step   | Italie  | + 18 s          |

|   | Cycliste                | Équipe             | Temps       |
| - | ----------------------- | ------------------ | ----------- |
| 1 | David Cañada (ESP)      | ONCE-Deutsche Bank | 26 min 22 s |
| 2 | Nicolas Jalabert (FRA)  | ONCE-Deutsche Bank | m. t.       |
| 3 | Rafael Díaz Justo (ESP) | ONCE-Deutsche Bank | m. t.       |

### 2eétape
16-06-2000: Vila-seca – Vilanova i la Geltrú, 160,0 km :
|   | Cycliste              | Équipe                | Temps           |
| - | --------------------- | --------------------- | --------------- |
| 1 | Erik Zabel (GER)      | Team Deutsche Telekom | 3 h 52 min 47 s |
| 2 | Marcel Wust (GER)     | Festina-Lotus         | m. t.           |
| 3 | Zoran Klemencic (SVN) | Vini Caldirola        | m. t.           |

|   | Cycliste                 | Équipe             | Temps           |
| - | ------------------------ | ------------------ | --------------- |
| 1 | Marcos Serrano (ESP)     | ONCE-Deutsche Bank | 4 h 19 min 09 s |
| 2 | Nicolas Jalabert (FRA)   | ONCE-Deutsche Bank | m. t.           |
| 3 | Peter Luttenberger (AUT) | ONCE-Deutsche Bank | m. t.           |

### 3eétape
17-06-2000: Vilanova i la Geltrú – Badalone, 154,0 km :
|   | Cycliste             | Équipe                | Temps           |
| - | -------------------- | --------------------- | --------------- |
| 1 | Erik Zabel (GER)     | Team Deutsche Telekom | 3 h 53 min 21 s |
| 2 | Serguei Ivanov (RUS) | Farm Frites           | m. t.           |
| 3 | David Clinger (USA)  | Festina-Lotus         | m. t.           |

|   | Cycliste                 | Équipe             | Temps           |
| - | ------------------------ | ------------------ | --------------- |
| 1 | Marcos Serrano (ESP)     | ONCE-Deutsche Bank | 8 h 12 min 30 s |
| 2 | Peter Luttenberger (AUT) | ONCE-Deutsche Bank | m. t.           |
| 3 | David Cañada (ESP)       | ONCE-Deutsche Bank | m. t.           |

### 4eétape
18-06-2000: Badalone - Barcelone, 158,0 km :
|   | Cycliste                 | Équipe           | Temps           |
| - | ------------------------ | ---------------- | --------------- |
| 1 | Gabriele Missaglia (ITA) | Lampre-Daikin    | 3 h 38 min 15 s |
| 2 | Gianpaolo Mondini (ITA)  | Cantina Tollo    | m. t.           |
| 3 | Paolo Bettini (ITA)      | Mapei-Quick Step | m. t.           |

|   | Cycliste                     | Équipe             | Temps            |
| - | ---------------------------- | ------------------ | ---------------- |
| 1 | David Cañada (ESP)           | ONCE-Deutsche Bank | 11 h 50 min 45 s |
| 2 | Santiago Blanco (ESP)        | Vitalicio Seguros  | + 2 s            |
| 3 | Francisco Tomás García (ESP) | Vitalicio Seguros  | m. t.            |

### 5eétape
19-06-2000: Argentona – Roses, 159,0 km :
|   | Cycliste                | Équipe                  | Temps           |
| - | ----------------------- | ----------------------- | --------------- |
| 1 | Giovanni Lombardi (ITA) | Team Deutsche Telekom   | 3 h 40 min 44 s |
| 2 | Andrej Hauptman (SVN)   | Vini Caldirola          | m. t.           |
| 3 | Allan Johansen (DEN)    | Memorycard-Jack & Jones | m. t.           |

|   | Cycliste                     | Équipe             | Temps            |
| - | ---------------------------- | ------------------ | ---------------- |
| 1 | David Cañada (ESP)           | ONCE-Deutsche Bank | 15 h 48 min 15 s |
| 2 | Santiago Blanco (ESP)        | Vitalicio Seguros  | + 2 s            |
| 3 | Francisco Tomás García (ESP) | Vitalicio Seguros  | m. t.            |

### 6eétape
20-06-2000: Roses –  Prades (France), 164,0 km :
|   | Cycliste                | Équipe                | Temps           |
| - | ----------------------- | --------------------- | --------------- |
| 1 | Giovanni Lombardi (ITA) | Team Deutsche Telekom | 3 h 55 min 33 s |
| 2 | Óscar Sevilla (ESP)     | Kelme-Costa Blanca    | m. t.           |
| 3 | José Luis Arrieta (ESP) | Banesto               | m. t.           |

|   | Cycliste                | Équipe           | Temps            |
| - | ----------------------- | ---------------- | ---------------- |
| 1 | Pavel Tonkov (RUS)      | Mapei-Quick Step | 19 h 43 min 54 s |
| 2 | Axel Merckx (BEL)       | Mapei-Quick Step | + 21 s           |
| 3 | José Luis Arrieta (ESP) | Banesto          | + 41 s           |

### 7eétape
21-06-2000:  Prades (France) – Els Cortals d'Encamps, 164,0 km :
|   | Cycliste                 | Équipe                | Temps           |
| - | ------------------------ | --------------------- | --------------- |
| 1 | José María Jiménez (ESP) | Banesto               | 4 h 22 min 58 s |
| 2 | Óscar Sevilla (ESP)      | Kelme-Costa Blanca    | + 59 s          |
| 3 | Jorg Jaksche (GER)       | Team Deutsche Telekom | + 2 min 10 s    |

|   | Cycliste                 | Équipe             | Temps            |
| - | ------------------------ | ------------------ | ---------------- |
| 1 | José María Jiménez (ESP) | Banesto            | 24 h 08 min 32 s |
| 2 | Óscar Sevilla (ESP)      | Kelme-Costa Blanca | + 2 s            |
| 3 | Santiago Blanco (ESP)    | Vitalicio Seguros  | + 1 min 27 s     |

### 8eétape
22-06-2000: Sant Julià de Lòria – Alt de la Rabassa, 12,8 km (clm):
|   | Cycliste                 | Équipe             | Temps       |
| - | ------------------------ | ------------------ | ----------- |
| 1 | José María Jiménez (ESP) | Banesto            | 28 min 27 s |
| 2 | Roberto Heras (ESP)      | Kelme-Costa Blanca | +13 s       |
| 3 | Leonardo Piepoli (ITA)   | Banesto            | +28 s       |

|   | Cycliste                 | Équipe             | Temps            |
| - | ------------------------ | ------------------ | ---------------- |
| 1 | José María Jiménez (ESP) | Banesto            | 24 h 36 min 59 s |
| 2 | Óscar Sevilla (ESP)      | Kelme-Costa Blanca | + 41 s           |
| 3 | Leonardo Piepoli (ITA)   | Banesto            | + 3 min 41 s     |

## Classement général
|    | Cycliste                  | Équipe                | Temps            |
| -- | ------------------------- | --------------------- | ---------------- |
| 1  | José María Jiménez (ESP)  | Banesto               | 24 h 36 min 59 s |
| 2  | Óscar Sevilla (ESP)       | Kelme-Costa Blanca    | + 41 s           |
| 3  | Leonardo Piepoli (ITA)    | Banesto               | + 3 min 41 s     |
| 4  | Jorg Jaksche (GER)        | Team Deutsche Telekom | + 4 min 15 s     |
| 5  | Manuel Beltran (ESP)      | Mapei-Quick Step      | + 4 min 55 s     |
| 6  | Santiago Blanco (ESP)     | Vitalicio Seguros     | + 5 min 05 s     |
| 7  | Fernando Escartín (ESP)   | Kelme-Costa Blanca    | + 5 min 44 s     |
| 8  | Roberto Sgambelluri (ITA) | Cantina Tollo         | + 5 min 51 s     |
| 9  | Axel Merckx (BEL)         | Mapei-Quick Step      | + 6 min 00 s     |
| 10 | Pavel Tonkov (RUS)        | Mapei-Quick Step      | + 6 min 10 s     |

## Classements annexes
|   | Cycliste                 | Équipe             | Points |
| - | ------------------------ | ------------------ | ------ |
| 1 | Óscar Sevilla (ESP)      | Kelme-Costa Blanca | 78     |
| 2 | José María Jiménez (ESP) | Banesto            | 58     |
| 3 | Roberto Heras (ESP)      | Kelme-Costa Blanca | 51     |

|   | Cycliste                | Équipe                | Points    |
| - | ----------------------- | --------------------- | --------- |
| 1 | Guido Trenti (USA)      | Cantina Tollo         | 14 Points |
| 2 | Jorg Jaksche (GER)      | Team Deutsche Telekom | 6 Points  |
| 3 | Gianpaolo Mondini (ITA) | Cantina Tollo         | 6 Points  |

|   | Cycliste                 | Équipe             | Points |
| - | ------------------------ | ------------------ | ------ |
| 1 | Óscar Sevilla (ESP)      | Kelme-Costa Blanca | 58     |
| 2 | José María Jiménez (ESP) | Banesto            | 51     |
| 3 | Roberto Heras (ESP)      | Kelme-Costa Blanca | 41     |

|   | Équipe             | Pays    | Temps           |
| - | ------------------ | ------- | --------------- |
| 1 | Banesto            | Espagne | 2 h 02 min 14 s |
| 2 | Vitalicio Seguros  | Espagne | + 46 s          |
| 3 | Kelme-Costa Blanca | Espagne | + 1 min 29 s    |